# Kommunität
Unter einer Kommunität oder Communität (von lat. communitas, Gemeinschaft, Gemeinwesen) wird im Christentum meist eine geistliche Gemeinschaft verstanden. Kommunitäten verschiedener Art gibt es in vielen Konfessionen des Christentums. Seine Wurzeln hat das Konzept der Vita communis im frühchristlichen Zönobitentum.

## Allgemeines
Kommunitäten können konfessionell gebunden oder auch überkonfessionell sein. Der Begriff Kommunität wird für verschiedene Formen verwendet, zum Beispiel:
- für Gemeinschaften, die nur aus Männern, nur aus Frauen bestehen oder auch solche, die Mitglieder beiderlei Geschlechts oder auch Familien aufnehmen
- für Gemeinschaften mit einem gemeinsamen Wohnsitz (Kloster, Konvent, Stift, Abtei, Priorat, Beginenhaus, Jesuiten-Kommunität usw.), gelegentlich auch für solche, in denen die Mitglieder jeweils an ihrem eigenen Wohnort leben und arbeiten
- für Gemeinschaften, deren Mitglieder zwar an einem gemeinsamen Sitz leben, jedoch an unterschiedlichen Orten arbeiten
- eine Sonderstellung nehmen die auf Bruderhöfen lebenden Hutterer ein. Diese täuferische Kirchengemeinschaft lebt prinzipiell gemeinschaftlich. Ähnlich verhält es sich bei den Bruderhöfern.

## Strukturen
Kommunitäten haben zumeist eine klare Organisationsstruktur und Leitung. In welcher Form Ordensgelübde oder Versprechen abgelegt werden, hängt von der jeweiligen Rechts- und Lebensform der Gemeinschaft ab.